# Vicente Laguna
Vicente Laguna (Niquitao, ), es un ex-ciclista profesional venezolano.
Ha participado en la Vuelta al Táchira, Vuelta a Venezuela y otras competencias nacionales.

## Palmarés
1967
- 1.º en Clasificación General Final Clásico Virgen de la Consolación de Táriba  Venezuela

1968
- 4.º en 3.ª etapa Vuelta al Táchira, Barinas   Venezuela
- 4.º en 5.ª etapa Vuelta al Táchira, Coloncito   Venezuela
- 5.º en 6.ª etapa Vuelta al Táchira, La Grita   Venezuela
- 3.º en Clasificación Esprints Vuelta al Táchira,   Venezuela

1969
- 3.º en 2.ª etapa Vuelta al Táchira, Santa Bárbara   Venezuela
- 3.º en 5.ª etapa Vuelta al Táchira, Tovar   Venezuela

1970
- 1.º en 7.ª etapa Vuelta al Táchira, La Grita   Venezuela

1971
- 1.º en 7.ª etapa Vuelta al Táchira, Tovar  Venezuela
- 1.º en Clasificación Esprints Vuelta al Táchira  Venezuela

1972
- 5.º en 3.ª etapa Vuelta al Táchira, Barinas  Venezuela

1973
- 3.º en 4.ª etapa Vuelta a Costa Rica, Cañas  Costa Rica
- 4.º en 6.ª etapa Vuelta a Costa Rica, San José  Costa Rica
- 7.º en Clasificación General Final Vuelta a Costa Rica  Costa Rica

1974
- 5.º en 3.ª etapa parte a Vuelta al Táchira, Barrancas   Venezuela
- 5.º en 6.ª etapa Vuelta al Táchira, Mérida   Venezuela

## Equipos
- 1968  Selección de Trujillo